# الأسود بن عامر شاذان
الأسود بن عامر شاذان أبو عبد الرحمن الشامي ثم البغدادي، ولد سنة 126 هـ، وتوفي سنة 208 هـ في بغداد، أحد رواة الحديث.

## روايته للحديث
- روى عن: هشام بن حسان، وطلحة بن عمرو، ودواد بن علبة، وجرير بن حزم، وشعبة بن الحجاج، وسفيان الثوري، وعبد العزيز بن الماجشون، وحماد بن سلمة، وحماد بن زيد، وخلق آخرون.
- حدث عنه: أحمد بن حنبل، وعلي بن المديني ، وأبو ثور الكلبي وعمرو الناقد وعبد الله الدارمي ويعقوب بن شيبة وأحمد بن الوليد وأحمد بن الخليل والحارث بن أبي أسامة وآخرون.
- منزلته في الجرح والتعديل: قال يحيى بن معين: لا بأس به، وقال علي بن المديني: ثقة، وقال أبو حاتم الرازي: صدوق صالح، وقال محمد بن سعد البغدادي: صالح الحديث، وذكره ابن حبان في كتاب الثقات.[2]